# 小行星16856
小行星16856（16856 Banach）是一颗绕太阳运转的小行星，为主小行星带小行星。该小行星于1997年12月28日发现。

## 轨道参数
小行星16856的轨道半长轴为2.4358352 UA，离心率为0.163。